# Montafoner Resonanzen
Arrangementet Montafoner Resonanzen, tidligere Montafoner Sommer, er en årligt tilbagevendende musikfestival med koncerter af forskellige musikalske genrer, såsom jazz, kammermusik, folkemusik og Brassband. Ud over de musikalske forestillinger er det specielle ved musikfestivalen de usædvanlige spillesteder i bjergene omkring den østrigske by Montafon. Man har arrangeret koncerter i bjerghytter forvaltet af Deutscher Alpenverein, hhv. Österreichischer Alpenverein. Montafon Resonanzen er en serie koncerter, der finder sted i august og september.

## Historie
Montafoner Sommerkonzerte blev vakt til live i 1977. Grundlæggeren af rækken af begivenheder, Bernd-H. Becher, var musikfestivalens kunstneriske leder i mere end 20 år. Festivalen blev konstant udvidet og fyldt med kunstnere på internationalt niveau. I år 2002 løb den såkaldte Stand Montafon af stablen, hvorefter man genopfandt Montafoner Sommer i år 2004. Nikolaus Netzer var kunstnerisk leder fra 2004 til 2014. Markus Felbermayer har været organisatorisk leder og turistforeningen Montafon Tourismus har været arrangør siden 2015. Siden 2017 har begivenhedens navn været "Montafoner Resonanzen".

## Weblinks
- Officiel hjemmeside
- Turistforeningens omtale